# 菲利普·菲利波维奇 (水球运动员)
菲利普·菲利波维奇（1987年5月2日—）生于贝尔格莱德，是一名塞尔维亚男子水球运动员。他于1994年开始在贝尔格莱德当地的一家俱乐部练习水球，2003年开始代表国家队参加比赛。2016年里约奥运以19粒进球的成绩成为赛事得分王及最有价值球员。
菲利波维奇的妻子Sanja Hanušić是一名排球选手，两人于2010年结婚。